# Episodi di The Wayans Bros. (seconda stagione)
La seconda stagione della serie televisiva The Wayans Bros. è stata trasmessa in anteprima negli Stati Uniti d'America dalla The WB Television Network tra il 6 settembre 1995 e il 15 maggio 1996.
| nº | Titolo originale                 | Titolo italiano | Prima TV USA      | Prima TV Italia |
| -- | -------------------------------- | --------------- | ----------------- | --------------- |
| 1  | Shawn Takes a New Stand          |                 | 6 settembre 1995  |                 |
| 2  | Fatal Subtraction                |                 | 13 settembre 1995 |                 |
| 3  | Blood Is Thicker Than Watercolor |                 | 20 settembre 1995 |                 |
| 4  | Two Men and a Baby               |                 | 27 settembre 1995 |                 |
| 5  | Loot                             |                 | 4 ottobre 1995    |                 |
| 6  | The Liar's Club                  |                 | 11 ottobre 1995   |                 |
| 7  | Scared Straight                  |                 | 25 ottobre 1995   |                 |
| 8  | Head of State                    |                 | 8 novembre 1995   |                 |
| 9  | The Sting                        |                 | 15 novembre 1995  |                 |
| 10 | Think Fast                       |                 | 22 novembre 1995  |                 |
| 11 | Farmer's Daughter                |                 | 29 novembre 1995  |                 |
| 12 | Psycho Santa                     |                 | 20 dicembre 1995  |                 |
| 13 | Getting It                       |                 | 10 gennaio 1996   |                 |
| 14 | Who's in Charge Here?            |                 | 31 gennaio 1996   |                 |
| 15 | The Odd Couples                  |                 | 7 febbraio 1996   |                 |
| 16 | Hearts and Flowers               |                 | 14 febbraio 1996  |                 |
| 17 | The Ghetto Gourmets              |                 | 21 febbraio 1996  |                 |
| 18 | A Hero's Story                   |                 | 28 febbraio 1996  |                 |
| 19 | It Takes a Thief                 |                 | 13 marzo 1996     |                 |
| 20 | New Lease on Life                |                 | 1º maggio 1996    |                 |
| 21 | Mama, I Wanna Act                |                 | 8 maggio 1996     |                 |
| 22 | Trial and Error                  |                 | 15 maggio 1996    |                 |